# IC 5371
IC 5371 ist eine Linsenförmige Galaxie vom Hubble-Typ S0 im Sternbild Andromeda am Nordsternhimmel. Sie ist schätzungsweise 428 Millionen Lichtjahre von der Milchstraße entfernt und hat einen Durchmesser von etwa 60.000 Lichtjahren.

Im selben Himmelsareal befinden sich u. a. die Galaxien IC 5370, IC 5372, IC 5373.
Das Objekt wurde am 9. November 1899 von Stéphane Javelle entdeckt.